# Achrophyllum tenuinerve
Achrophyllum tenuinerve là một loài Rêu trong họ Hookeriaceae. Loài này được (Broth.) H. Rob. mô tả khoa học đầu tiên năm 1974.